# Alfredo Casella

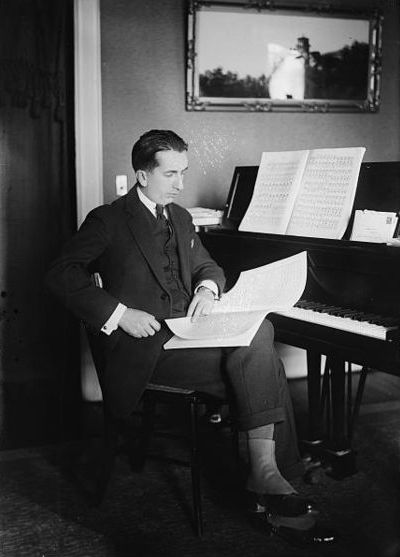
Alfredo Casella

Alfredo Casella (* 25. Juli 1883 in Turin; † 5. März 1947 in Rom) war ein italienischer Komponist, Pianist, Dirigent, Musikschriftsteller und Musikkritiker. Er gilt in seiner Heimat als einer der populärsten Komponisten des 20. Jahrhunderts, da es ihm gelang, einen typisch italienischen Nationalstil auch in die Neue Musik einfließen zu lassen. Daneben war er ein angesehener Pädagoge und Herausgeber.

## Leben
Alfredo Casella wurde in eine Musikerfamilie geboren, deren Tradition bis in die Zeit Dantes zurückreicht. Sein Großvater, sein Vater Carlo Casella (1834–96) sowie zwei seiner Onkel waren Cellisten, seine Mutter Pianistin. Von ihr erhielt er seinen ersten Klavierunterricht.
1896 begann er ein Studium am Pariser Konservatorium in den Fächern Klavier bei Louis Diémer und Komposition bei Gabriel Fauré. Unter seinen Studienfreunden waren Maurice Ravel und George Enescu. Während der Studienzeit schloss er Bekanntschaften mit Claude Debussy und den Kollegen seiner Komponistengeneration wie Manuel de Falla und Igor Strawinsky, aber auch mit den damals schon berühmten Komponisten Ferruccio Busoni, Gustav Mahler und Richard Strauss.
Nach seinen Studien unterrichtete Casella am Pariser Conservatoire Klavier und wurde dort Assistent des Pianisten Alfred Cortot. Als junger Dirigent setzte er sich als einer der ersten in Frankreich für das Werk Gustav Mahlers ein.
Mit dem Ausbruch des Ersten Weltkriegs kehrte er in seine Heimat zurück und war von 1915 bis 1923 Lehrer am Liceo Musicale di Santa Cecilia in Rom, nach 1933 auch an der Academia des römischen Instituts. Als Komponist (1926, 1930 und 1934), Juror (1924, 1925, 1928, 1931, 1934) und Dirigent (1924–26, 1930–31 und 1933–35) war er vor dem Zweiten Weltkrieg eine der prägenden Gestalten bei den Weltmusiktagen der Internationalen Gesellschaft für Neue Musik (ISCM World Music Days). Neben Tätigkeiten als Konzertdirigent und Musikkritiker war Casella vor allem einer der führenden italienischen Pianisten seiner Zeit. Mit dem Cellisten Arturo Bonucci und dem Violinisten Alberto Poltronieri gründete er 1930 das Trio Italiano, das in ganz Europa und in den USA gefeiert wurde. 1930 wurde Casella in die American Academy of Arts and Sciences gewählt. Viele Kammermusik- und Klavierwerke dieser Zeit entstanden für den eigenen Konzertgebrauch.
Im Jahre 1921 heiratete er in Paris Yvonne Müller (1892–1977). Aufgrund ihrer jüdischen Abstammung unterlag sie ab 1938 den Italienischen Rassengesetzen und Casella geriet in Konflikt mit dem Italienischen Faschismus, den er bis dahin befürwortet hatte. Einer Wohnungsrazzia entging die Familie nur knapp aufgrund eines Hinweises.
Die Stadt Neapel stiftete ihm zu Ehren einen „Preis der Stadt Neapel“, der im Rahmen eines „Internationalen Casella-Wettbewerbes“ vergeben wird. Seit 1983 wird der nach dem Musiker benannte Wettbewerb Alfredo Casella von der Accademia Musicale Chigiana in Siena ausgerufen, der sich an Avantgarde-Instrumentalisten wendet.
1959 verlieh ihm die International Society for Contemporary Music ISCM postum die Ehrenmitgliedschaft. Seit 1968 ist das Conservatorio statale di Musica Alfredo Casella in L’Aquila nach ihm benannt.
Die Drehbuchautorin und Schauspielerin Daria Nicolodi war eine Enkelin Casellas. Die Schauspielerin Asia Argento ist seine Urenkelin.

## Wirken

### Komponist
Obwohl er zunächst vielen Einflüssen auf seine musikalische Sprache nachgab – in der Jugend Richard Wagner, dann seinem Lehrer Fauré, Mahler und Strauss, schließlich Strawinsky – knüpfte Casella an die italienischen Vorbilder des 17. und 18. Jahrhunderts an und schrieb vor allem neoklassizistische Kompositionen, teilweise in der Technik der Zwölftonmusik. Dabei zielte er auf eine Verbindung von nationalen Stilelementen der Vergangenheit mit europäischen der Gegenwart. In seiner Reifezeit fand er seinen persönlichen Stil, eine Verbindung von tänzerischer, motorischer Rhythmik und einer Melodik, die von der süditalienischen Volksmusik inspiriert ist. Seine Musik klingt farbig und ausgewogen, er galt als herausragender Orchestrator. In der polyphonen und durchsichtigen Satztechnik etwa an Paul Hindemith erinnernd, sind seine Kompositionen oft polytonal.
Mit den anderen Komponisten der generazione dell’ottanta – die um 1880 geborenen Franco Alfano, Gian Francesco Malipiero, Ildebrando Pizzetti und Ottorino Respighi, die der musikalischen Generation nach Giacomo Puccini und dem Verismus angehörten – beschränkte sich Alfredo Casella nicht auf Instrumentalwerke, sondern setzte ebenso die italienische Operntradition fort.

### Herausgeber und Bearbeiter
Die Wiederentdeckung von Antonio Vivaldis Musik im 20. Jahrhundert geschah zum großen Teil dank Casellas Einsatz. 1939 veranstaltete er zusammen mit dem Dichter Ezra Pound in Siena eine Vivaldi-Festwoche. Seitdem ist Vivaldi wieder zu einer festen Größe im Repertoire der Barockmusik geworden und erfreut sich in der historischen Aufführungspraxis großer Beliebtheit.
1947 gründete Casella das Istituto Italiano Antonio Vivaldi, dessen künstlerischer Leiter Malipiero wurde. Einer der Schwerpunkte dieses Instituts ist die wissenschaftliche Neuedition der Werke Vivaldis.
Als Herausgeber und Kommentator betreute Casella auch Werke von Domenico Scarlatti und Muzio Clementi, Mozart und Beethoven. Dazu führte seine Beschäftigung mit der Musik anderer Komponisten immer wieder zu Bearbeitungen fremder Werke, so etwa zu Orchesterfassungen von Johann Sebastian Bachs Chaconne in d-Moll für Violine solo, Balakirews Klavierfantasie Islamey oder Märschen von Franz Schubert.

## Werke

### Orchesterwerke
- Symphonie Nr. 1 h-Moll op. 5 (1905/6)
- Italia, Orchesterrhapsodie op. 11 (1909)
- Symphonie Nr. 2 c-Moll op. 12 (1908/9)
- Suite C-Dur op. 13 (1909/10)
- Ballettsuite aus Das venezianische Kloster op. 19 (1912/3)
- Pagine di Guerra op. 23bis (1918)
- Pupazzetti op. 27bis (1920)
- Elegia eroica „Dem unbekannten Soldaten“ op. 29 (1916)
- Konzert für Streicher op. 40bis (1923/4)
- Sinfonische Suite aus Der Krug op. 41bis (1924)
- Serenade für kleines Orchester op. 46bis (1930)
- Marcia Rustica op. 49 (1929)
- Frau Schlange, Symphonische Fragmente I/II op. 50bis und op. 50ter (1928–31)
- Introduzione, Aria e Toccata für Orchester op. 55 (1933)
- Introduzione, Corale e Marcia op. 57 (1931–35)
- Konzert für Orchester op. 61 (1937)
- Symphonie Nr. 3 op. 63 (1939/40)
- Divertimento per Fulvia op. 64 (1940)
- Paganiniana, Divertimento für Orchester op. 65 (1942)

### Konzertante Werke
- A notte alta für Klavier und Orchester op. 30bis (1921)
- Partita für Klavier und Orchester op. 42 (1924/5)
- Concerto romano für Orgel, Blechbläser, Pauken und Streicher op. 43 (1926)
- Scarlattiana für Klavier und kleines Orchester op. 44 (1926)
- Violinkonzert op. 48 (1928)
- Notturno e Tarantella für Violoncello und Orchester op. 54 (1934)
- Tripelkonzert op. 56 (1933)
- Violoncellokonzert op. 58 (1934/5)
- Konzert für Klavier, Streicher, Pauken und Schlagzeug op. 69 (1943), im Auftrag von Paul Sacher

### Kammermusik
- Barcarole und Scherzo für Flöte und Klavier op. 4 (1903)
- Violoncellosonate Nr. 1 op. 8 (1906)
- Sicilienne et Burlesque für Flöte und Klavier op. 23 (1914)
- Pagine di Guerra für Klavier zu vier Händen op. 25 (1915)
- Pupazzetti für Klavier zu vier Händen op. 27 (1915)
- Fünf Stücke für Streichquartett op. 34 (1920)
- Konzert für Streichquartett op. 40 (1923/4)
- Violoncellosonate Nr. 2 op. 45 (1926)
- Menuett aus Scarlattiana für Violine und Klavier (1926)
- Serenade für fünf Instrumente op. 46 (1927)
- Cavatine und Gavotte aus Serenata Italiana für Violine und Klavier (1927)
- Prelude und Danza siciliana aus Der Krug für Violine und Klavier (1928)
- Sinfonia für Klavier, Violoncello, Klarinette und Trompete op. 53 (1932)
- Notturno für Violoncello und Klavier (1934)
- Tarantella für Violoncello und Klavier (1934)
- Sonata a tre für Klaviertrio op. 62 (1938)
- Harfensonate op. 68 (1943)

### Klavierwerke
- Pavane op. 1 (1902)
- Variations sur une Chaconne op. 3 (1903)
- Toccata op. 6 (1904)
- Sarabande op. 10 (1908)
- Notturnino (1909)
- Berceuse triste op. 14 (1909)
- Barcarola op. 15 (1910)
- À la Manière de... Teil 1 op. 17 (1911)
- À la Manière de... Teil 2 op. 17bis (1914)
- Neun Stücke op. 24 (1914)
- Sonatina op. 28 (1916)
- A notte alta op. 30 (1917)
- Deux Contrastes op. 31 (1916–18)
- Inezie op. 32 (1918)
- Cocktail Dance (1918)
- Elf Kinderstücke op. 35 (1920)
- Zwei italienische Volkslieder op. 47 (1928)
- Zwei Ricercare über den Namen B-A-C-H op. 52 (1932)
- Sinfonia, Arioso e Toccata op. 59 (1936)
- Ricercare über den Namen Guido M. Gatti (1942)
- Studien über große Terzen (1942)
- Sechs Studien op. 70 (1942–44)
- Trois Pièces pour Pianola, vor 1921

### Vokalwerke
- Nuageries (1903), Text: Jean Richepin
- Fünf Lieder op. 2 (1902)
- La Cloche Felée op. 7 (1904), Text: Charles Baudelaire
- Trois Lyriques op. 9 (1905), Texte: Albert Samain, Charles Baudelaire, Paul Verlaine
- Sonnett op. 16 (1910), Text: Pierre de Ronsard
- Fünf symphonische Fragmente für Sopran und Orchester aus Das venezianische Kloster op. 19 (1912–14)
- Notte di Maggio für Gesang und Orchester op. 20 (1913)
- Due Canti op. 21 (1913)
- Deux chansons anciennes op. 22 (1912)
- L'Adieu à la vie, vier Trauergesänge op. 26 (1915) für Gesang und Klavier, Text: Rabindranath Thakur (Tagore), französisch von André Gide
- L'Adieu à la vie für Sopran und Kammerorchester op. 26bis (1915–26)
- Tre canzoni trecentesche op. 36 (1923), Text: Cino da Pistoia
- La sera fiesolana für Gesang und Klavier op. 37 (1923), Text: Gabriele D’Annunzio
- Quattro favole romanesche op. 38 (1923), Text: Trilusso
- Due liriche für Gesang und Klavier op. 39 (1923)
- Tre vocalizzi für Gesang und Klavier (1929)
- Tre canti sacri für Bariton und Orgel op. 66 (1943)
- Tre canti sacri für Bariton und kleines Orchester op. 66bis (1943)
- Missa Solemnis Pro Pace für Soli, Chor und Orchester op. 71 (1944)

### Bühnenwerke

#### Ballette
- Das venezianische Kloster (Il convento veneziano) op. 18 (1912/3) nach Jean-Louis Vaudoyer
- Der große Krug (La Giara) op. 41 (1924) nach Luigi Pirandello
- Das gestohlene Bilderbuch (La camera dei disegni) op. 64 (1940)
- La rosa del sogno op. 67 (1943)

#### Opern
- La donna serpente (Die Frau als Schlange) op. 50 (1928–31), Libretto nach Carlo Gozzi
- La favola d’Orfeo, Kammeroper op. 51 (1932) nach Angelo Poliziano
- Il deserto tentato, Mysterienspiel in einem Akt op. 60 (1937)

### Schriften (Auswahl)
- The Evolution of Music Throughout the History of the Perfect Cadence. 2. Aufl. Chester Books, London 1964.
- Igor Stravinsky. Formaggini, Rom 1926.
- ... 21 + 26. Olschki, Florenz 2001, ISBN 978-88-222-5014-8 (Nachdr. d. Ausg. Rom 1931).
- Il Pianoforte. Riccordi, Mailand 1987 (Nachdr. d. Ausg. Rom 1937).
- Die Technik des modernen Orchesters („La Tecnica dell'Orchestra Contemporanea“). Riccordi, Mailand 1961 (dt. Ausg.).
- I Segreti della Giara. (Documenti e testimonianze; 2). Ed. Sansoné, Florenz 1941 (Autobiografie).

## Kompositionswettbewerb
- Internationaler Kompositionswettbewerb Alfredo Casella, siehe: Accademia Musicale Chigiana